# Schindler's List
Schindler’s List is een Amerikaanse speelfilm van Steven Spielberg uit 1993, gebaseerd op Schindler's Ark, een historische fictie-roman uit 1982 van Thomas Keneally. De film won zeven Oscars in 1994, waaronder die voor 'beste film', en staat in de top 10 aller tijden van IMDb. De film is bijna volledig zwart-wit opgenomen, met alleen een scène in kleur aan het begin en aan het eind en een aantal rode kleurdetails in het midden van de film.
Zowel het boek als de film is gebaseerd op de rol die de Duitse zakenman Oskar Schindler speelde in de Tweede Wereldoorlog. Deze industrieel redde het leven van 1100 Joden uit Polen en Tsjechoslowakije van de Holocaust, door ze op een lijst te zetten van werknemers in zijn emailfabriek die om die reden beschermd dienden te worden. De film besteedt met name veel aandacht aan het moment dat Schindler begon met het aanstellen van Joden in zijn fabriek. Schindler deed dit aanvankelijk omdat het goedkope werkkrachten waren. Hij werd vervolgens geconfronteerd met de onmenselijke behandeling die Joden in de bezette gebieden ondergingen.

## Verhaal
In september 1939 begint de vervolging van de Poolse Joden. De film toont de verplichte verhuizing van Joden uit de omgeving van Krakau naar het Getto van Krakau. Oskar Schindler, tot dusver een onsuccesvolle zakenman, gaat naar Krakau om te zien of hij daar goedkope arbeiderskrachten kan halen. Hij maakt zich populair bij de Duitsers, en met hun steun weet Schindler een potten- en pannenfabriek te bemachtigen. Via de Joodse man Itzhak Stern komt Schindler in contact met een aantal Joodse zakenmensen, die bereid zijn hem geld te lenen in ruil voor wat potten en pannen; zelf hebben de Joden in het getto waar ze door de nazi's in zijn gestopt niets meer aan geld. Stern grijpt zijn aanstelling als bedrijfsleider in Schindlers fabriek aan om van een aantal Joden hun leven te redden, in eerste instantie buiten Schindlers weten om.
Aanvankelijk doet Schindler niets als hij te weten komt dat de Joden massaal gedeporteerd worden naar het werkkamp Płaszów, dat onder leiding staat van de sadistische SS'er Amon Göth. Hij raakt echter vreselijk aangegrepen als hij lijkverbrandingen in het getto ziet. Dan realiseert Schindler zich dat hij in de positie verkeert om van vele Joden het leven te redden. Hij koopt honderden Joden vrij en laat ze in zijn fabriek werken om hen te beschermen. Hij koopt ook Helen Hirsch vrij, die door Göth werd gebruikt als seksslavin. Om de fabriek draaiende te houden verzint Schindler meerdere listen; zo laat hij producten van elders doorgaan als afkomstig uit zijn eigen fabriek. Een groep vrouwen die naar Auschwitz is getransporteerd, wordt door Schindler opnieuw opgekocht, waardoor de vrouwen op het nippertje aan de dood ontsnappen.
Als Duitsland op 8 mei 1945 capituleert, spreekt Schindler zijn arbeiders nog eenmaal toe en zegt tegen hen dat ze vrij zijn. Zelf moet hij zich uit de voeten maken aangezien hij vervolgd zal worden. De geredde Joden ondertekenen gezamenlijk een verklaring voor de geallieerden dat Schindler te goeder trouw heeft gehandeld.
De film eindigt met een scène waarin zowel acteurs als echte Joden die dankzij Schindler overleefden stenen komen leggen op het graf van Schindler in Israël.

## Rolverdeling
| Acteur            | Personage          |
| ----------------- | ------------------ |
| Liam Neeson       | Oskar Schindler    |
| Ben Kingsley      | Itzhak Stern       |
| Ralph Fiennes     | Amon Göth          |
| Caroline Goodall  | Emilie Schindler   |
| Jonathan Sagall   | Poldek Pfefferberg |
| Pawel Delag       | Dolek Horowitz     |
| Embeth Davidtz    | Helen Hirsch       |
| Malgoscha Gebel   | Victoria Klonowska |
| Andrzej Seweryn   | Julian Scherner    |
| Norbert Weisser   | Albert Hujar       |
| Daniel Del Ponter | Josef Mengele      |
| Harry Nehring     | Leo John           |

## Achtergrond

### Casting
Harrison Ford kreeg de rol van Oskar Schindler aangeboden, maar hij weigerde omdat hij dacht dat sommigen een dergelijke rol totaal niet bij hem zouden vinden passen. Ford speelde namelijk al in veel lichtere films als Indiana Jones en Star Wars. Ook Alan Thicke, Bruno Ganz en Stellan Skarsgård werden gezien als mogelijke speler voor de rol van Schindler.
Kevin Costner en Mel Gibson boden zich ook aan om te spelen in de film. Spielberg besloot hun aanbod af te slaan, omdat hij meende dat zulke bekende gezichten het publiek zouden afleiden van het verhaal.
Ralph Fiennes kwam 13 kilogram aan voor zijn rol.

### Productie
Steven Spielberg zou aanvankelijk de film Cape Fear gaan maken, en Martin Scorsese zou Schindler's List regisseren (al in de jaren 80, was de bedoeling). Ze besloten te ruilen van film.
Spielberg werkte tegelijkertijd aan Jurassic Park. Via een satellietverbinding regelde hij vanuit Polen dingen voor die film, terwijl hij ondertussen Schindler's List regisseerde.
Omdat Spielberg geen toestemming had om in Auschwitz zelf te filmen, werden sommige scènes gefilmd op een daarvoor speciaal geconstrueerde set. Na 72 dagen was de film opgenomen, vier dagen voor op schema.

### Muziek
De filmmuziek werd gecomponeerd door John Williams. Williams verwerkte hierin vele stilistisch kenmerkende elementen uit de Joodse (Jiddische) muziek, zoals te horen is in het hoofdthema van de filmmuziek; opvallend zijn bijvoorbeeld het veelvuldig gebruik van mineur, de dalende kwint, specifieke versieringen, en de instrumentatie (met bijvoorbeeld melancholische klarinetkleuren). De violist die een groot deel van de muziek voor zijn rekening nam is Itzhak Perlman. Deze muziek is ook op een soundtrackalbum uitgebracht door MCA Records.
Helemaal aan het eind van de film is Jeruzalem van goud (Jeroesjalajieem sjel zahav) te horen, een lied uit 1967 dat is geschreven door Naomi Shemer.

## Ontvangst en reacties
De film leidde tot verontwaardiging onder sommige overlevenden van de Holocaust. Zij meenden dat het niet mogelijk was om dit thema te verfilmen zonder onrecht te doen aan de werkelijkheid. Een verfilming zou per definitie de werkelijkheid bagatelliseren, zo werd betoogd, omdat een film zou pretenderen dat de gruwelijke gebeurtenissen nagespeeld kunnen worden. Bovendien zouden sommige scènes, zoals de verhouding tussen Göth en zijn Joodse bediende Helen Hirsch, in werkelijkheid niet hebben plaatsgevonden. Andere critici meenden dat Spielberg te zeer geprobeerd heeft om Schindler neer te zetten als een held wiens leven de filmbezoeker moest dienen als voorbeeld. Om diezelfde reden zou Spielberg niet zijn ingegaan op Schindlers levenswandel na de oorlog.
De film werd verboden in verscheidene islamitische landen. Sommige landen zeiden problemen te hebben met de hoeveelheid naakt en geweld, maar Maleisië stelde uitdrukkelijk de film als 'zionistische propaganda' te beschouwen. In een interview noemde Spielberg het verbod schandelijk en geworteld in antisemitisme.

## Prijzen
Schindler's List won zeven Oscars en staat hoog in veel filmtoplijsten.
| jaar | prijs         | categorie                 | genomineerde(n) | uitslag     |
| ---- | ------------- | ------------------------- | --- | ----------- |
| 1994 | Academy Award | Beste film                | Steven Spielberg, Gerald R. Molen en Branko Lustig                                                                 | Gewonnen    |
| 1994 | Academy Award | Beste regie               | Steven Spielberg                                                                                                   | Gewonnen    |
| 1994 | Academy Award | Beste mannelijke hoofdrol | Liam Neeson | Genomineerd |
| 1994 | Academy Award | Beste mannelijke bijrol   | Ralph Fiennes | Genomineerd |
| 1994 | Academy Award | Beste bewerkte scenario   | Steven Zaillian | Gewonnen    |
| 1994 | Academy Award | Beste originele muziek    | John Williams | Gewonnen    |
| 1994 | Academy Award | Beste cinematografie      | Janusz Kaminski | Gewonnen    |
| 1994 | Academy Award | Beste montage             | Michael Kahn | Gewonnen    |
| 1994 | Academy Award | Beste artdirection        | Allan Starski en Ewa Braun                                                                                         | Gewonnen    |
| 1994 | Academy Award | Beste geluid              | Andy Nelson, Steve Pederson, Scott Millan en Ron Judkins                                                           | Genomineerd |
| 1994 | Academy Award | Beste kostuumontwerp      | Anna Biedrzycka-Sheppard                                                                                           | Genomineerd |
| 1994 | Academy Award | Beste grime               | Christina Smith, Matthew Mungle en Judy Alexander Cory                                                             | Genomineerd |
| 1994 | BAFTA Award   | Beste film                | Steven Spielberg, Gerald R. Molen en Branko Lustig                                                                 | Gewonnen    |
| 1994 | BAFTA Award   | Beste regie               | Steven Spielberg                                                                                                   | Gewonnen    |
| 1994 | BAFTA Award   | Beste mannelijke hoofdrol | Liam Neeson | Genomineerd |
| 1994 | BAFTA Award   | Beste mannelijke bijrol   | Ralph Fiennes | Gewonnen    |
| 1994 | BAFTA Award   | Beste mannelijke bijrol   | Ben Kingsley | Genomineerd |
| 1994 | BAFTA Award   | Beste bewerkte scenario   | Steven Zaillian | Gewonnen    |
| 1994 | BAFTA Award   | Beste score               | John Williams | Gewonnen    |
| 1994 | BAFTA Award   | Beste cinematografie      | Janusz Kaminski | Gewonnen    |
| 1994 | BAFTA Award   | Beste montage             | Michael Kahn | Gewonnen    |
| 1994 | BAFTA Award   | Beste productieontwerp    | Allan Starski en Ewa Braun                                                                                         | Gewonnen    |
| 1994 | BAFTA Award   | Beste geluid              | Charles L. Campbell, Louis L. Edemann, Robert Jackson, Ronald Judkins, Andy Nelson, Steve Pederson en Scott Millan | Genomineerd |
| 1994 | BAFTA Award   | Beste kostuumontwerp      | Anna Biedrzycka-Sheppard                                                                                           | Genomineerd |
| 1994 | BAFTA Award   | Beste grime               | Christina Smith, Matthew Mungle, Waldemar Pokromski en Pauline Heys                                                | Genomineerd |

## Trivia
- De man die bloemen op de stenen van het graf plaatst, aan het einde van de film, is niet Spielberg maar hoofdrolspeler Liam Neeson.
- Spielberg heeft geen geld overgehouden aan deze film.
- Schindler's List is de duurste zwart-witfilm ooit gemaakt, met een budget van 25 miljoen dollar. Het overtrof daarmee The Longest Day (ook een film over WOII), dat tot dan toe gedurende ruim dertig jaar de duurste zwart-witfilm was.[5]